# Gordon Dobson
Gordon Miller Bourne Dobson (ur. 25 lutego 1889, zm. 11 marca 1976) – brytyjski fizyk i meteorolog, członek Towarzystwa Królewskiego w Londynie. Przeprowadził ważne badania ozonu.
W trakcie badań meteorytów zauważył, że profil temperaturowy tropopauzy nie był stały, jak pierwotnie uważano. W rzeczywistości, jak wykazał, jest to obszar, gdzie temperatura gwałtownie rośnie. Zgodnie z jego teorią spowodowane to jest promieniowaniem ultrafioletowym nagrzewającym warstwę ozonową. Opracował Spektrofotometr Dobsona – pierwszy instrument do pomiarów ozonu w atmosferze.
Na jego cześć nazwano jednostkę pomiaru grubości warstwy ozonowej – jednostka Dobsona.